# 牯岭镇
牯岭镇，是中华人民共和国江西省九江市庐山市下辖的一个乡镇级行政单位。

## 行政区划
牯岭镇下辖以下地区：
莲花林场生活区、茶场生活区、庐山云雾茶场生活区、橄榄社区、日照社区、正街社区、花径社区、芦林社区、胜利村、朝阳村和庐山茶科所。